# آلاپلی
آلاپلی (به ترکی استانبولی: Alaplı) شهری است در کشور ترکیه که در استان زنگولداغ واقع شده‌است. جمعیت این شهر بر اساس سرشماری سال ۲۰۰۸ میلادی ۱۸٬۵۷۳ نفر و بر اساس برآوردهای سال ۲۰۰۹ میلادی ۱۹٬۱۶۲ نفر می‌باشد.